# XING
XING AG je internetska društvena mreža koju je 2003. godine osnovao Lars Hinrichs i Bill Lao tada još pod imenom (do kraja 2006.: openBC BC = Business club).

## Vanjske poveznice
- Službena stranica